# Long Live the King
Long Live the King is een Amerikaanse dramafilm uit 1923 onder regie van Victor Schertzinger. Het scenario is gebaseerd op de gelijknamige roman uit 1917 van de Amerikaanse auteur Mary Roberts Rinehart. Destijds werd de film in Nederland uitgebracht onder de titel Lang leve de koning.

## Verhaal
Kroonprins Otto wil graag leven als een gewone jongen. Hij gaat ervandoor met Bobby, zijn Amerikaanse speelkameraad. De koning sterft en als zijn zoon niet opdaagt, begint het volk te morren. Als de doodsklok voor zijn vader luidt, haast de prins zich terug naar het paleis. Kroonprins Otto wordt gevangengenomen door opstandelingen, maar hij wordt juist op tijd gered door luitenant Nikky. Zo kan hij de vrede in het koninkrijk op de valreep weer herstellen.

## Rolverdeling
| Acteur            | Personage                |
| ----------------- | ------------------------ |
| Jackie Coogan     | Kroonprins Otto          |
| Rosemary Theby    | Gravin Olga              |
| Ruth Renick       | Prinses Hedwig           |
| Vera Lewis        | Aartshertogin Annunciata |
| Alan Hale         | Koning Karel             |
| Allan Forrest     | Nikky                    |
| Walt Whitman      | Kanselier                |
| Robert Brower     | Koning                   |
| Raymond Lee       | Bobby                    |
| Monte Collins     | Adelbert                 |
| Sam Appel         | Humbert                  |
| Allan Sears       | Vader van Bobby          |
| Ruth Handforth    | Mevrouw Braithwaite      |
| Larry Fisher      | Herman Spier             |
| Eddie Boland      | Hoofdbewaker             |
| Loretta McDermott | Dienstmeid               |
| Henry A. Barrows  | Bisschop                 |